# Коваленко, Павел Иванович
Павел Иванович Коваленко (род. 13 октября 1960, Красноярск) — российский политический деятель, депутат Государственной думы третьего созыва.

## Биография
В 1984 году окончил горный факультет КузПИ (ныне Кузбасский горно-технический университет). Играл в институтской команде КВН.
В 1989—1995 годы был корреспондентом, ведущим новостей и руководителем службы новостей ГТРК «Кузбасс»

### Депутат госдумы
В декабре 1999 года Павел Коваленко был избран депутатом Государственной Думы третьего созыва — по федеральному списку избирательного блока "Межрегиональное движение «Единство» (МЕДВЕДЬ). Был членом думской фракции «Единство», членом Комитета ГД по информационной политике.